# RGS1
RGS1‏ (Regulator of G protein signaling 1) هوَ بروتين يُشَفر بواسطة جين RGS1 في الإنسان. يتم تعبير هذا البروتين في العديد من الأنسجة المختلفة في الجسم، بما في ذلك الجهاز العصبي المركزي والجهاز المناعي. يلعب RGS1 دورًا هامًا في تنظيم عملية انتقال الإشارات داخل الخلايا.
تمت دراسة دور RGS1 في العديد من السياقات البيولوجية، بما في ذلك الالتهاب والأمراض المناعية والمرضى الذين يعانون من اضطرابات نفسية مثل الاكتئاب والقلق. يشير البعض من الأبحاث إلى أن RGS1 قد يكون له دور في تنظيم التهدئة العاطفية والاستجابة للتوتر.
تباعد بعض الدراسات عن أي تحورات جينية في RGS1 قد تكون مرتبطة بزيادة خطر الإصابة ببعض الأمراض المختلفة، بما في ذلك الذئبة الحمراء والتهاب القولون التقرحي.
بشكل عام، يظهر RGS1 كعامل مهم في تنظيم العمليات الخلوية والمراقبة، وتفاعلاته ومساراته الفسيولوجية ما زالت تحظى بالكثير من الدراسة والاهتمام من قبل الباحثين في مجال البيولوجيا والطب.

## الوظيفة
وظيفة RGS1 الرئيسية هي تنظيم نشاط البروتين الانتقالي (G protein)، الذي يعتبر جزءًا أساسيًا من مسارات الإشارة الخلوية. يعمل RGS1 على تسريع عملية إطفاء إشارة الـ G protein بعد أن يتفعل، مما يسمح بتنظيم فعال لتناقص نشاط الإشارة.

## الأهمية السريرية
RGS1 لديها أهمية سريرية في عدة سياقات مختلفة. إليك بعض النقاط التي توضح أهمية RGS1 في المجال السريري:
1. أمراض المناعة: تشير بعض الدراسات إلى أن تعبير RGS1 قد يكون ضعيفًا في بعض الأمراض المناعية مثل التهاب المفاصل الروماتويدي والذئبة الحمراء والتهاب القولون التقرحي. قد تكون زيادة نشاط RGS1 مفيدة لتنظيم الاستجابة المناعية وتقليل الالتهاب المرتبط بهذه الأمراض.
2. الاكتئاب والقلق: العديد من الدراسات تشير إلى أن RGS1 يمكن أن يكون له دور في تنظيم التهدئة العاطفية واستجابة الجسم للتوتر والقلق. قد تؤثر زيادة أو نقصان في تعبير RGS1 على وظيفة النظام العصبي وتؤثر على حالة المزاج العامة للفرد.
3. الأورام السرطانية: أظهرت بعض الدراسات أن RGS1 يمكن أن يكون له دور في تثبيط نمو بعض الأورام السرطانية. يعتقد أن زيادة تعبير RGS1 قد يساهم في القمع الإشارات الاستوائية الأساسية للأورام وتثبيط نموها.
4. الاعتماد على العقاقير: قد يكون RGS1 عاملاً مؤثرًا في استجابة الأفراد للعقاقير. تشير بعض الدراسات إلى أن اختلافات في جينات RGS1 قد تؤثر على استجابة الأفراد للعقاقير مثل الأدوية المضادة للاكتئاب والأدوية المضادة للاختلاج.
على الرغم من اكتشاف أهمية RGS1 في هذه السياقات، إلا أن المزيد من البحوث مطلوبة لفهم دورها المحدد ولتحسين التطبيقات السريرية المحتملة.